# Łódź Dąbrowa Przemysłowa
Łódź Dąbrowa Przemysłowa – stacja towarowa czołowa w Łodzi na terenie osiedla Dąbrowa. Jej budowa była związana z budową Elektrociepłowni EC4 (obecnie Veolia Energia Łódź) i sąsiednich zakładów przemysłowych w latach siedemdziesiątych XX wieku.
| Łódź Dąbrowa Przemysłowa        |
| Linia 939                       |
| Łódź Dąbrowaodległość: 1,484 km |